# Menhire auf Sardinien

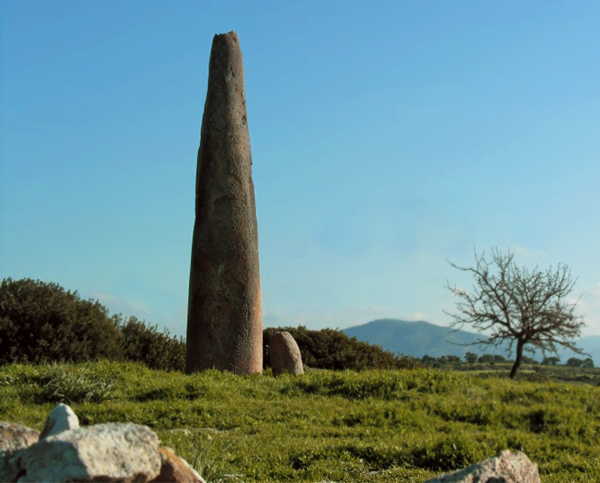
Der 5,75 m hohe Corru Tundu ist der größte Menhir Sardiniens

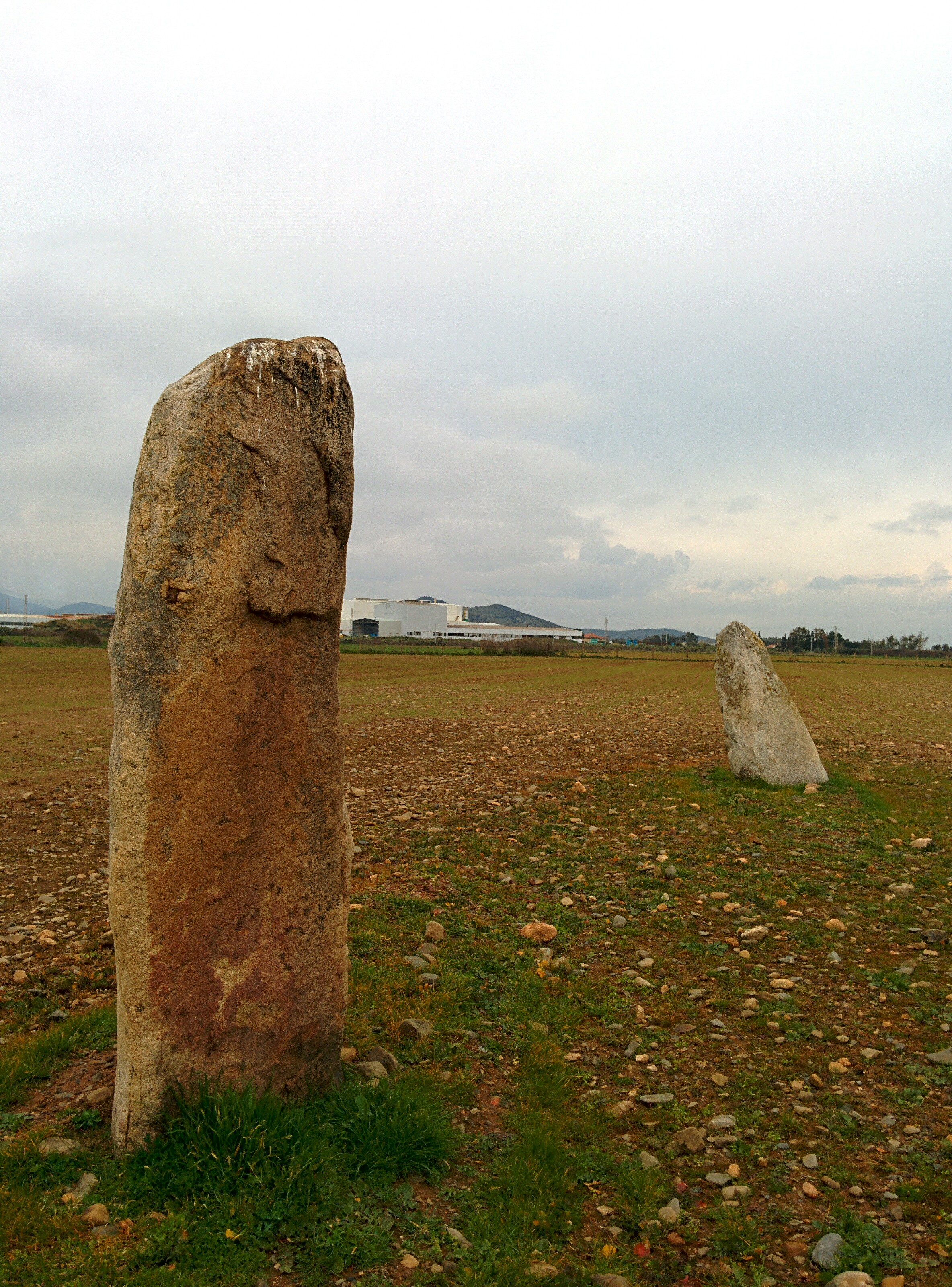
Perdas Longas di Guspini

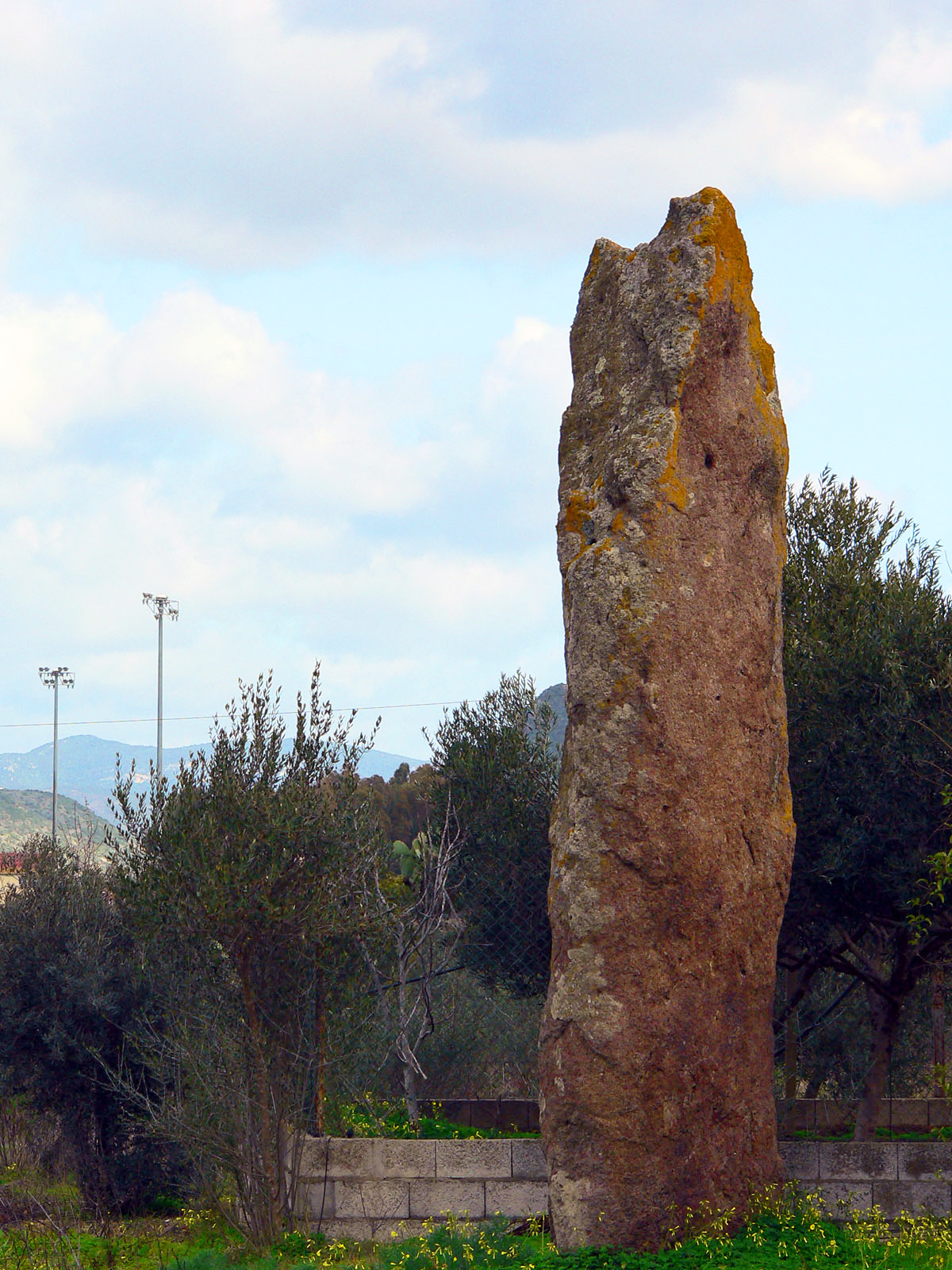
Luxia Arrabiosa in Villaperuccio

Menhire auf Sardinien bestehen meist aus Basalt oder Granit und sind zwischen weniger als 1,0 m und 6,5 m hoch. Sardische Menhire sind selten mehr als mannshoch und von phallischer bis spitzkonischer Form.
Auf Sardisch heißen sie perdas fittas oder perdas ficchidas.

## Datierung
Die Aufstellung und Gestaltung der Menhire wird primär in die jungsteinzeitliche Bono-Ighinu-, Ozieri-, Abealzu-Filigosa- und Monte-Claro-Kulturen datiert.

## Verbreitung
Salvatore Merella schätzt, dass es auf Sardinien etwa 750 Menhire gibt, 850, wenn die Statuenmenhire mit einbezogen werden. Menhire kommen hauptsächlich in den Regionen Barbagia und Marmilla, im Dreieck zwischen Isili, Laconi und Nurallao vor. Bei Laconi und Biru e’ Concas auf dem Sarcidano wurden etwa 50 Statuenmenhire aus Trachyt oder Kalkstein entdeckt.
Bedeutende Standorte:
- Baracca Su Entu, 25 Menhire in Feraxi bei Muravera (CA)
- Biru e’ Concas, Steinreihe und etwa 200 Menhire bei Sorgono (NU)
- Castrulongu, Menhire di “Fiola” und di “Dorthenì” bei Gavoi (NU)
- Corte Noa, Steinreihe bei Laconi (OR)
- Cuili Piras; 53 Menhire bei Muravera (CA)
- Curru Tundu bei Villa Sant’Antonio (OR)
- 42 Menhire von Is Calas an der Costa Rei im Megalithkomplex an der Protonuraghe Scalas
- Is Cirquittus, Menhire, Steinkreis und Steinreihe bei Nureci (OR)
- Luxia Arrabiosa bei Villaperuccio (SD)
- Monte Baranta bei Olmedo (SS)
- Monte d’Accoddi bei Porto Torres (SS)
- Pranu Muttedu, bei Goni (CA)
- Steinreihe aus 22 Menhiren bei Piscina Rei (CA)
- Sa Perda ´e Taleri, südöstlich von Noragugume (NU) etwa 4,0 m hoch
- Sa Perda ´e s´Itria, Menhir bei Gavoi (NU)
- Sa Perda Pinta, einziger intakter sardischer Stein mit Cup-and-Ring-Markierungen bei Mamoiada (NU)
- San Michele Urrui, bei Fonni (NU)
- Su Para e sa Mongia, Sant’Antioco (CI)